# Lakeland Dairies
Lakeland Dairies Group er et irsk mejerikorporativ, som er baseret i Cavan, Ulster. De driver virksomhed i 16 counties i Irland og Nordirland. Lakeland Dairies forarbejder over 2 mia. liter mælk om året, som de modtager fra 3.200 landmænd. De eksporter ca. 240 forskellige produkter til 100 lande. Virksomheden blev etableret i 1990 og omsætter i dag for 1,9 mia. euro. 